# Станіслав Наґи
Станіслав Казімєж Наґи (пол. Stanisław Kazimierz Nagy; 30 вересня 1921, Старий Берунь — 5 червня 2013, Краків) — польський кардинал, католицький богослов. Титулярний архієпископ Холара з 7 по 21 жовтня 2003 року. Кардинал-диякон з титулярною дияконією Санта-Марія-делла-Скала з 21 жовтня 2003 року.